# Messicobolus distinctus
Messicobolus distinctus är en mångfotingart som först beskrevs av Kraus 1954.  Messicobolus distinctus ingår i släktet Messicobolus och familjen Messicobolidae. Inga underarter finns listade i Catalogue of Life.